# 문경주
문경주(한국 한자: 文庚柱, 1992년 11월 6일 ~ )는 대한민국의 전 축구 선수이며, 포지션은 미드필더였다.